# رود ساوو

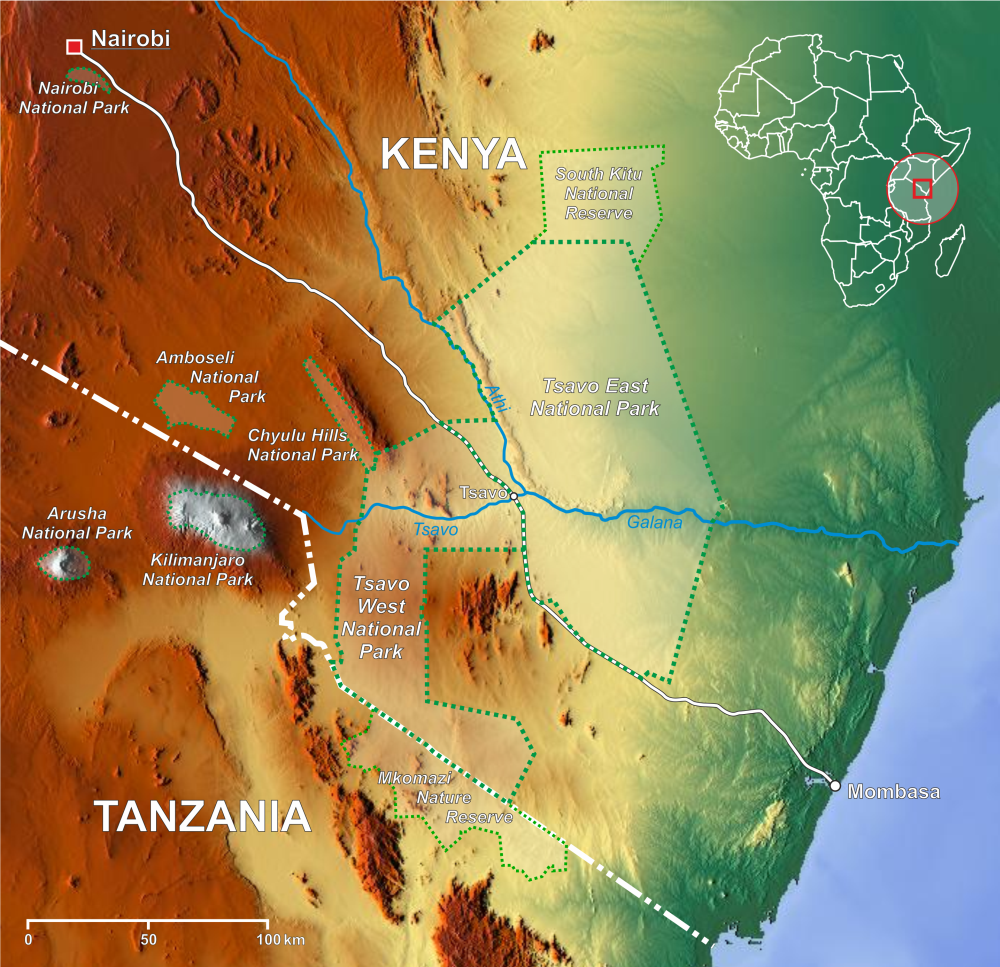
رود ساوو و پارک‌های ملی ساوو

رود ساوو در استان ساحلی در کنیا قرار دارد. این رود از انتهای غربی پارک ملی ساوو غرب به شرق تا نزدیک مرزهای تانزانیا جریان دارد تا اینکه به آتی می‌پیوندد و باعث تشکیل رود گالانا نزدیک مرکز پارک می‌شود.
این رود محل رویداد آدمخواران ساوو است.